# 一軸台車
一軸台車（いちじくだいしゃ）とは、一つの輪軸により構成される鉄道車両の台車である。

## 用途
電気機関車やディーゼル機関車では従台車の採用によって軸重軽減を図りたいが、車両寸法の制約で一般的な二軸ボギー台車が使用できない時に採用される事がある。
車軸が台枠に固定されている旧来の固定二軸車に比べ走行性能向上や車体延長が期待でき、一般的な二軸ボギー車に比べ同一車体長ならば床下空間が広く利用できるため短い車体長の車両に採用されたこともある。
また、一軸台車のなかには、左右の車輪をつなぐ車軸が存在せず、すべての車輪を一軸独立で装着した形態のものもある。この形態の一軸台車は車輪の間の空間を利用することができるため、路面電車で車体の大幅な低床化を可能としているほか、軌道の異なる路線に走行しながら進入できる軌間可変車両や低重心高速客車にも利用されている。

## 主な実用例
路面電車
- 旧東急玉川線のデハ200形

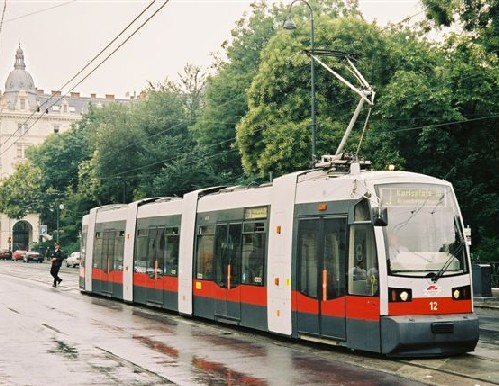
ULF（ウィーンの路面電車）

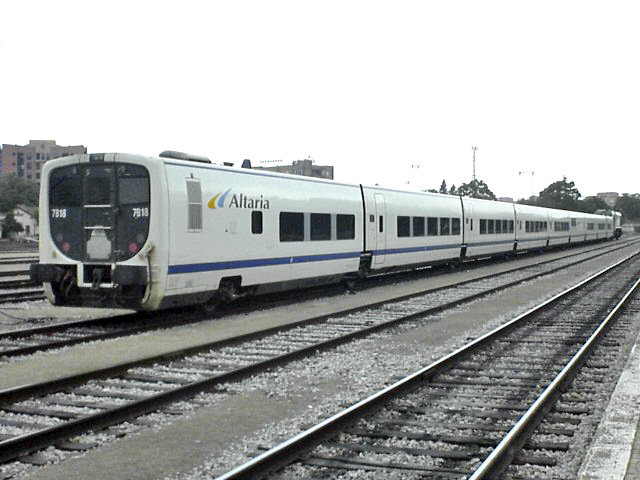
タルゴ 7

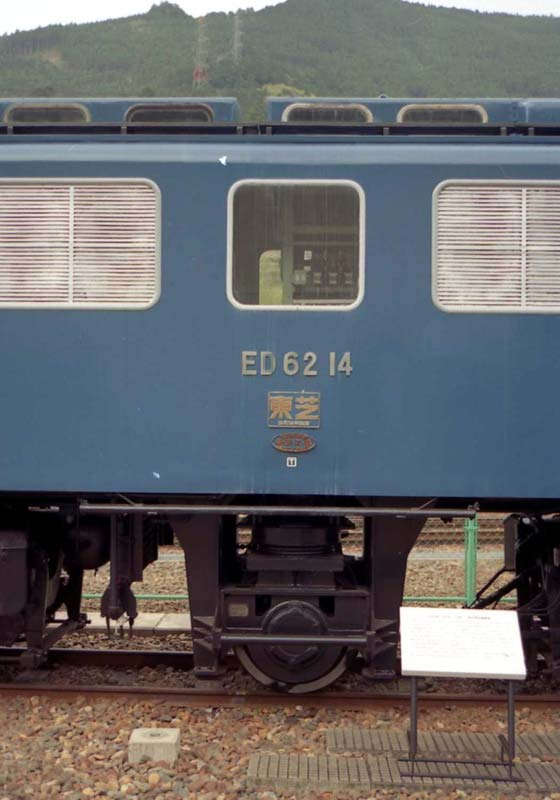
国鉄ED62形電気機関車14号のTR109形1軸中間台車
（佐久間レールパーク）

- ウィーンのULF（地上高わずか180ミリメートルという超低床を実現している）

一般列車
- スペインのタルゴシリーズ
- UAC ターボトレイン
- デンマーク国鉄SA系/SE系

気動車
- 富士重工のLE-Carシリーズ（樽見鉄道ハイモ180形気動車など）

機関車
- 国鉄ED62形電気機関車（中間台車に使用）
- 国鉄DD54形ディーゼル機関車（中間台車に使用）

貨車
- レム9000形試作冷蔵車
- ヨ9000形試作車掌車